# Kathleen Ann Goonan

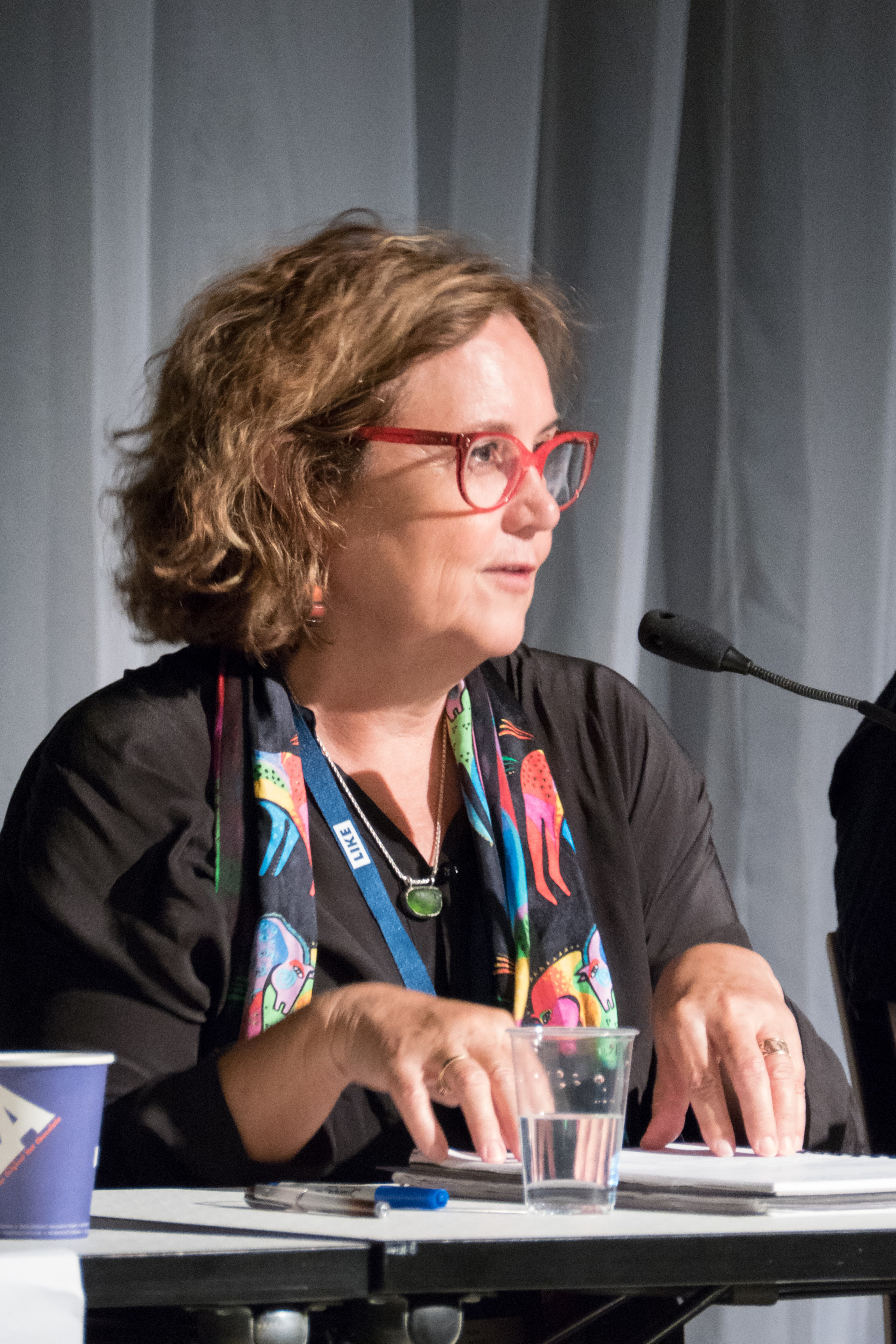
Kathleen Ann Goonan (2017)

Kathleen Ann Goonan (geboren am 14. Mai 1952 in Cincinnati, Ohio; gestorben am 28. Januar 2021) war eine amerikanische Science-Fiction-Autorin. Bekannt ist sie vor allem durch ihren vierbändigen Nanotech-Zyklus.

## Leben
Goonan kam mit der Familie im Alter von acht Jahren nach Honolulu auf Hawaii, wo ihr Vater als Ingenieur für die US Navy arbeitete. Zwei Jahre später zog die Familie nach Washington, D.C. Goonan studierte Englisch, Literatur und Philosophie an der Virginia Tech. Nach ihrem Abschluss machte sie eine Ausbildung am Montessori Institute in Washington und arbeitete anschließend als Lehrerin. Sie hatte geplant, einen Großteil ihrer Zeit dem Schreiben zu widmen, musste aber feststellen, dass ihr Beruf als Lehrerin ihr dafür keine Zeit ließ, vor allem, nachdem sie selbst eine Montessori-Schule gegründet hatte, die sie 10 Jahre lang leitete. 1977 heiratete sie den Arzt Joseph Mansy. Als dieser Mitte der 1980er eine Stellung in Hawaii übernahm, beschloss Goonan, fortan hauptberuflich zu schreiben.
1988 nahm sie am Science-Fiction-Autorenworkshop Clarion West teil. Bis dahin waren ihre Arbeiten eher Phantastik im Stil Italo Calvinos. Durch Greg Bear, einen der Dozenten des Workshops, kam sie dazu, sich eingehender mit wissenschaftlichen Fragen auseinanderzusetzen und wurde dadurch eigentlich erst zur Science-Fiction-Autorin.
Goonans erste Erzählung Wanting to Talk to You erschien Januar 1991 im damals von Gardner Dozois – ebenfalls Dozent bei Clarion West 1988 – herausgegebenen Isaac Asimov’s Science Fiction Magazine. Danach hat Goonan mehr als 40 Kurzgeschichten veröffentlicht, neben Asimov’s in den Magazinen Omni, Interzone, Century, Magazine of Fantasy & Science Fiction und in SF Age.
Ihr erster Roman Queen City Jazz erschien 1994. Schauplatz ist ihre Geburtsstadt Cincinnati. Es ist der erste Band des Nanotech-Zyklus, in dem die Welt und die Menschen durch außerirdische Nanotechnologie transformiert worden sind. Städte sind lebende Wesen und Menschen zu auf molekularer Ebene reprogrammierten Akteuren geworden. Durch diese Technologie kommt es zu einer verheerenden Seuche, die eine verwüstete und entvölkerte Welt zurücklässt.
Weitere Romane Goonans sind The Bones of Time (1996), als Die Gebeine der Zeit ins Deutsche übersetzt, in der längst verstorbene hawaiianische Könige als Klone wiederbelebt werden, und In War Times (2007), einer Alternativweltgeschichte des 20. Jahrhunderts, in der – wie schon im Nanotech-Zyklus – Musik und hier insbesondere Jazz eine tragende Rolle spielt.
2003 war Goonan Dozentin des Clarion West-Workshops. Ab Anfang der 2010er Jahre war sie regelmäßig Gastprofessorin für kreatives Schreiben, Geschichte der Science-Fiction und Wissenschaftsgeschichte an der Georgia Tech.
Goonans Arbeiten wurden vielfach für Auszeichnungen nominiert, darunter dreimal für den Nebula Award, zweimal für den British SF Association Award und je einmal für den Arthur C. Clarke Award, den James Tiptree Jr Memorial Award, den John W. Campbell Memorial Award und den Theodore Sturgeon Memorial Award. 2008 gewann sie mit In War Times den John W. Campbell Memorial Award.
Ihr Debütroman Queen City Jazz war New York Times Notable Book of the Year und In War Times wurde 2008 von der American Library Association als Best Science Fiction Novel ausgezeichnet. 2002 wurde sie von der Memphis Science Fiction Association für ihr Lebenswerk in die Darrell Award Hall of Fame aufgenommen.
Goonan starb am 28. Januar 2021 im Alter von 68 Jahren.

## Bibliografie
Nanotech-Zyklus
- 1 Queen City Jazz (1994)
- 2 Mississippi Blues (1997)
- 3 Crescent City Rhapsody (2000)
- 4 Light Music (2002)

Romane
- The Bones of Time (1996)
  - Deutsch: Die Gebeine der Zeit. Heyne SF&F #5972, 1998, ISBN 3-453-13997-6.
- In War Times (2007)
- This Shared Dream (2011)

Sammlung
- Angels and You Dogs (2012)

Kurzgeschichten
- The Snail Man (1991)
- Wanting to Talk to You (1991)
- Daydots, Inc. (1992)
  - Deutsch: Tagespunkte, Inc. In: Wolfgang Jeschke (Hrsg.): Partner fürs Leben. Heyne SF&F #5325, 1996, ISBN 3-453-08573-6.
- For a Future You (1992)
- Whiteness (1993)
- The Parrot Man (1993)
  - Deutsch: Der Papageienmann. In: Friedel Wahren (Hrsg.): Isaac Asimov’s Science Fiction Magazin 45. Folge. Heyne SF&F #5311, 1995, ISBN 3-453-08566-3.
- When the Grace Note of the Cities Changed (1993)
- Kamehameha’s Bones (1993)
  - Deutsch: Kamehamehas Gebeine. In: Wolfgang Jeschke (Hrsg.): Die Vergangenheit der Zukunft. Heyne SF&F #5950, 1998, ISBN 3-453-13337-4.
- Shark Eye (1993)
  - Deutsch: Haifischauge. In: Friedel Wahren (Hrsg.): Isaac Asimov’s Science Fiction Magazin 44. Folge. Heyne SF&F #5196, 1994, ISBN 3-453-07962-0.
- Revelation Station (1994)
- Susannah and the Snowbears (1994, auch als Susannah’s Snowbears, 2012)
- Sunflowers (1995)
- The Butterfly Effect (1995)
- The String (1995)
- The Day the Dam Broke (1995)
- Klein Time (1996)
- Advance Notice (1996)
- The Bride of Elvis (1996)
- Solitaire (1996)
- Lullaby of Birdland (1997)
- The Darcy Bee (1998, mit John Clute, Elizabeth Hand, Jonathan Lethem und Kim Newman)
- Angels and You Dogs (2003)
- Dinosaur Songs (2004)
- The Bridge (2007)
- What Science Fiction Is All About or, The Amazing Dancing Chairs (2007)
- Electric Rains (2007)
- Memory Dog (2008)
- Sundiver Day (2008)
- Buried in Time (2010)
- Creatures with Wings (2010)
- A Love Supreme (2012)
- Bootstrap (2013)
- Sport (2014)
- Where Do We Come From? What Are We? Where Are We Going? (2014)
- Wilder Still, the Stars (2014)
- A Short History of the Twentieth Century, or, When You Wish Upon a Star (2014)
- Girl in Wave: Wave in Girl (2014)
- Who Do You Love? (2016)
- The Dream of a Common Language (2017)
- The Tale of the Alcubierre Horse (2017)